# شنة (الطويلة)

تعديل مصدري - تعديل

شنة هي إحدى قرى عزلة بني الخياط بمديرية الطويلة التابعة لمحافظة المحويت، بلغ تعداد سكانها 740 نسمة حسب تعداد اليمن لعام 2004.